# Kultur im Gugg

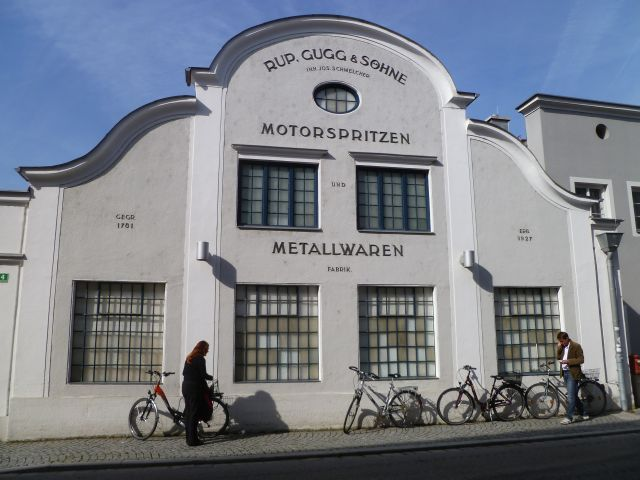
Gugg: Ehemalige Fabrikshalle von 1927

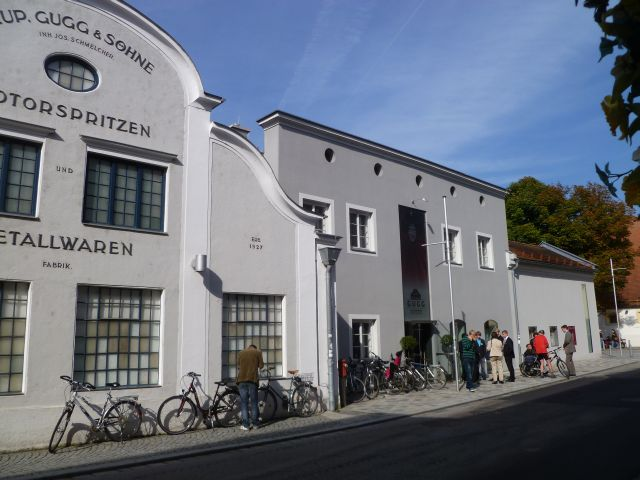
Gugg: Kulturzentrum

Kultur im Gugg ist ein Veranstaltungsort für zeitgenössische Kunst und Kultur in der Stadt Braunau am Inn in Oberösterreich.
Das im Braunauer Zentrum gelegene, denkmalgeschützte Kulturhaus im Gugg war ursprünglich eine Feuerlöschgerätefabrik der Familie Rupert Gugg & Söhne, wurde aber 1989 adaptiert, 2001 umgebaut und 2005 zu einem Kulturhaus der Stadt Braunau erweitert. Das Zentrum wird von der EU, dem Land Oberösterreich sowie der Stadtgemeinde Braunau am Inn subventioniert.
Das Programmangebot deckt das gesamte Spektrum der Gegenwartskultur ab und reicht von Kleinkunst, Konzerten (Swing, Blues, Funk) bis zum Theater (Eigenproduktionen). Neben der Präsentation nationaler sowie internationaler Künstler (Österreichpremieren wie Kiki & Herb, Leo Bassi und Annie Sprinkle) ist die Eigenproduktivität ein wichtiger Bestandteil der Programmatik (eine Eigenproduktion pro Jahr).
Die 40 Einzelveranstaltungen pro Saison werden durchschnittlich von rund 8000 Personen besucht.
Die Braunauer Zeitgeschichte-Tage finden jeweils am letzten Septemberwochenende im Gugg statt.